# Bonnen
Bonnen – wieś w Holandii, w prowincji Drenthe, w gminie Aa en Hunze.